# Takuya Onishi
Takuya Onishi (Japans: 大西 卓哉, Ōnishi Takuya) (Nerima, 22 december 1975) is een Japans ruimtevaarder. In 2016 verbleef hij 115 dagen aan boord van het Internationaal ruimtestation ISS.
Onishi maakt deel uit van NASA Astronautengroep 20. Deze groep van 14 astronauten begon hun training in augustus 2009 en werden op 4 november 2011 astronaut.
Onishi’s eerste ruimtevlucht was Sojoez MS-01 en vond plaats op 7 juli 2016. Deze vlucht bracht de bemanningsleden naar het ISS. Hij maakte deel uit van de bemanning van ISS-Expeditie 48 en 49.